# Min hogh från Menniskior hafwer jagh wändt
Min hogh från Menniskior hafwer jagh wändt är en psalm översatt av Laurentius Jonae. Psalmen baseras på Psaltaren 25 och har 12 verser. Den tyska förlagan är psalmen Von allen Menschen abgewandt, av Andreas Knöpken (Knopius).
Psalmen inleds 1695 med orden:
Min hogh från Menniskior hafwer jagh wändt
Min siäl i tina hand sätter
Melodin är samma som till nr 32 Hjälp, Gud, de trogna äro få, nr 54 Döm mig, min Gud och nr 221 O Jesus Krist, du nådens brunn.

## Publicerad som
- Göteborgspsalmboken under rubriken "Om Boot och Bättring".[1]
- 1695 års psalmbok som nr 42 under rubriken "Konung Davids Psalmer".